# 曾我氏

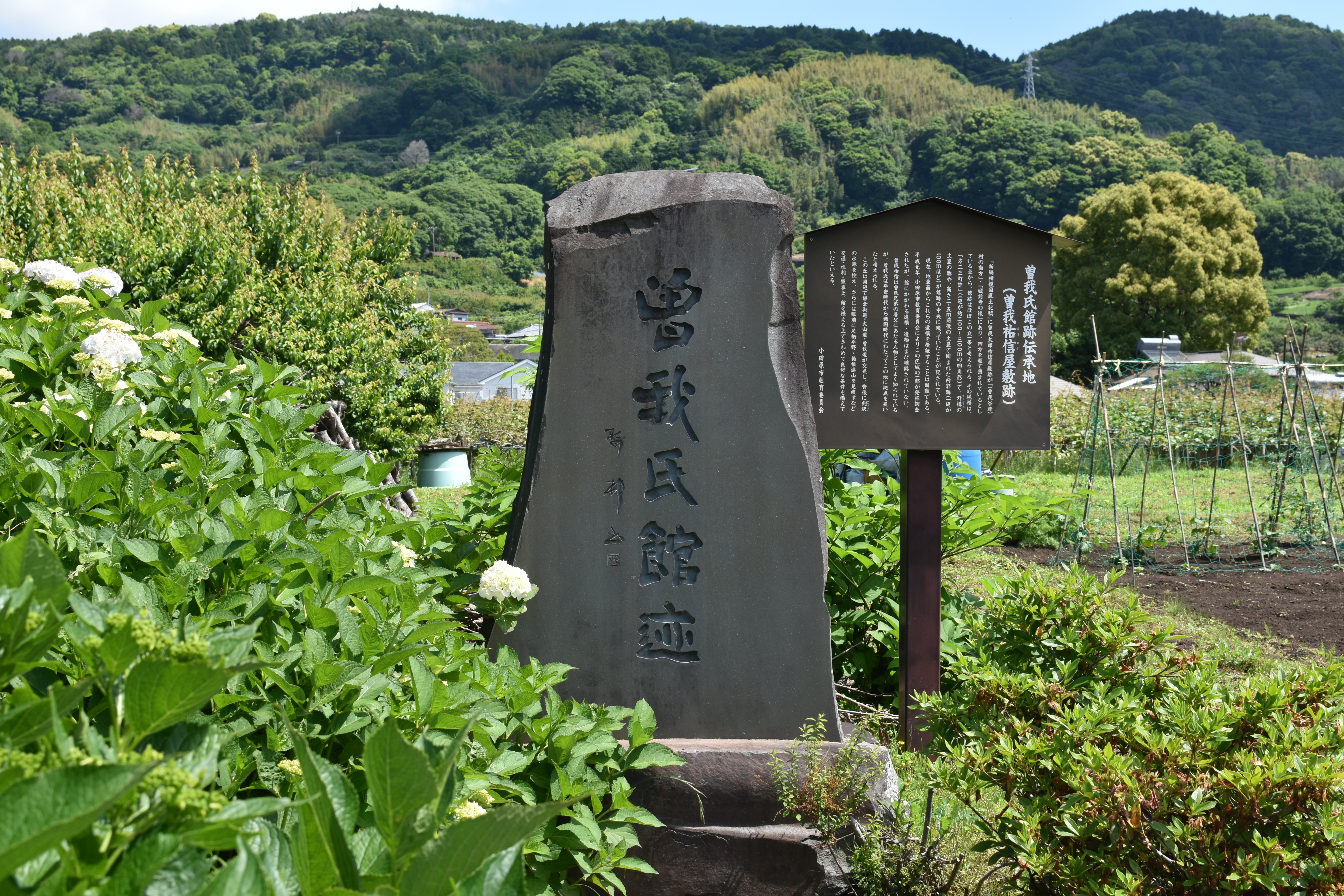
曽我氏館跡（神奈川県小田原市曽我谷津）

曾我氏（そがし）は、相模国を発祥とする武家。

## 出自
桓武平氏千葉氏の支流であり、平常信の子曾我祐家が、相模国曾我荘（現在の神奈川県小田原市周辺）を本拠として曾我大夫を称したのに始まるという。
祐家の子曾我祐信は、仇討ちで有名な曾我兄弟の養父で、治承4年（1180年）の源頼朝挙兵による石橋山合戦に際して頼朝に敵対したものの、後にその配下に加わり、鎌倉幕府の御家人として活躍した。実子の曾我祐綱も功を立てて土佐国に地頭職を得た。

## 奉公衆（足利幕府）
室町時代に、室町幕府が開設されると、若狭国には青郷の大草氏、熊川の沼田氏そしてこの曽我氏が足利将軍家より配された。曾我氏は、足利将軍家の奉公衆となり幕府に仕えた。足利義昭の近習に曽我晴助がいる。
相模国足柄郡曽我庄より起こる千葉氏の一族（平良文の末裔）である曽我師助は高師直の推挙により足利尊氏に仕えることができ、その子息である曽我氏助は尊氏より偏諱を与えられた。以後足利義満より満助は偏諱を与えられ、その子政助は足利義政より偏諱を与えられ、代々が奉公衆一番に列し将軍を警護した。
曽我乗助（兵庫助）は室町幕府15代将軍・足利義昭の将軍家継承にも尽力し、最後の幕臣として活躍した。

### 所領
曽我氏嫡流家は若狭国遠敷郡三重村（おおい町）にあった足利将軍家御料所の管理を永代に渡って任され、所領の背後に三重城（久坂）を築いて名田庄地区の中央部を治めた。

## 系譜
- 尚祐（尚助）の頃から「助」を「祐」と表記する。先祖の祐信や「曾我兄弟の仇討ち」の曾我祐成を意識してのことと推測される[要出典]。以降の一族においても「助」と「祐」の字は文献上で表記に乱れがあり統一し切れていない。なお、「祐」は伊東祐親の子孫伊東氏においても通字になっている。
- 助乗は足利義晴や足利義輝、足利義昭に仕え、のち豊臣秀吉に仕えた。
- 尚祐は足利義昭、織田信雄、次いで家に伝わる武家故実の知識をもって秀吉・徳川家康と仕え、関ヶ原の役ののち知行1千石となった。
- 古祐は徳川秀忠に仕え、大坂の陣で抜け駆けを行い首級を得たが閉門処分となった。のち許された。使番や目付、肥後熊本藩加藤忠広の改易の使者、長崎奉行を歴任し、長崎ではキリシタン取締りに功を成した。中浦ジュリアンの処刑やクリストヴァン・フェレイラの転向も業績である。大坂西町奉行を勤め、最終的には3千石の大身旗本となった。
- 尚祐と古祐は鎌倉・室町幕府以来の武家故実に詳しい家として江戸幕府に優遇され、古祐はそれらを大成した「曽我流書札法式」を残した。幕府祐筆の久保正之・正永親子はこれを学んでいる。
- 古祐の異母弟の包祐（包助）[2]は徳川家光の側衆を勤め、館林徳川家の家老となり5千石の禄を得た。包助の子の祐興（助興）の室は高家旗本の畠山義里の娘、助興の娘は旗本上条上杉家の上杉義陳室。

## 庶流
- 津軽曾我氏：陸奥国平賀郡を中心に活躍した津軽の中世武士。